# When I Woke
When I Woke is het tweede studioalbum van de Amerikaanse band Rusted Root.

## Tracklist
1. "Drum Trip" – 3:45
2. "Ecstasy" – 5:02
3. "Send Me on My Way" – 4:23
4. "Cruel Sun" – 8:00
5. "Cat Turned Blue" – 3:43
6. "Beautiful People" – 4:10
7. "Martyr" – 4:26
8. "Rain" – 3:43
9. "Food & Creative Love" – 4:13
10. "Lost in a Crowd" – 4:01
11. "Laugh as the Sun" – 5:59
12. "Infinite Tamboura" – 1:53
13. "Back to the Earth" – 5:27